# Mary Stafford
Mary Stafford (Missouri?, 1895 - Atlantic City, 1938) was een Amerikaanse blueszangeres.
Over haar leven is weinig bekend. Ze werkte onder meer met Eubie Blake, Bessie Smith en Madison Reed. In de jaren '20 maakte ze onder de naam Mary Stafford & Her Jazz Band een aantal opnamen voor het label Columbia Records, waaronder "I'm gonna jazz my way straight through paradise" (1921), haar bekendste song.  Volgens sommige bronnen werd ze hier begeleid door Charlie Johnson's Orchestra. In dit orkest zat ook haar broer George, een drummer. Ze was de eerste zwarte vrouw die voor Columbia Records een plaat maakte. In 1926 nam ze enkele songs op in New York: 'Ain't got nobody to grind my coffee in the morning' en 'Take your finger off it'. In de jaren twintig zong ze in nachtclubs in New York, Baltimore en Atlantic City. Begin jaren dertig zong ze in de revues 'Dear Old Southland' en 'The Rocking Chair Revue'. In 1932 verhuisde ze voorgoed naar Atlantic City, waar ze niet langer meer in de muziek actief was.